# Hieracium teberdense
Hieracium teberdense là một loài thực vật có hoa trong họ Cúc. Loài này được (Litv. & Zahn) Üksip ex P.D.Sell & C.West mô tả khoa học đầu tiên năm 1975.